# NITI Aayog
A NITI Aayog ("Comissão de Políticas"; abreviação de National Institution for Transforming India) atua como o principal laboratório de ideias de políticas públicas do Governo da Índia e a agência encarregada de catalisar o desenvolvimento econômico e promover o federalismo cooperativo, afastando-se do federalismo de barganha por meio do envolvimento dos governos estaduais da Índia no processo de formulação de políticas econômicas usando uma abordagem top-down e bottom-up. Suas iniciativas incluem "Roteiro de 15 anos", "Visão, estratégia e plano de ação de 7 anos", AMRUT, Digital India, Atal Innovation Mission, Reforma da Educação Médica, propostas de reforma agrária (Lei Modelo de Arrendamento de Terras, Reformas da Lei do Comitê de Comercialização de Produtos Agrícolas, Marketing Agrícola e Índice de Reformas Amigáveis ao Agricultor para classificação de estados), índices que medem o desempenho dos estados em saúde, educação e gestão de recursos hídricos, subgrupo de ministros-chefes sobre racionalização de esquemas patrocinados centralmente, subgrupo de ministros-chefes sobre Swachh Bharat Abhiyan, subgrupo de ministros-chefes sobre desenvolvimento de habilidades, forças-tarefa sobre agricultura e combate à pobreza e série de palestras Transforming India.
Foi criado em 2015, pelo governo da NDA, para substituir a Comissão de Planejamento, que seguia um modelo top-down. O conselho da NITI Aayog é composto por todos os ministros-chefes estaduais, juntamente com os ministros-chefes de Deli e Pondicheri, os vice-governadores de todos os Territórios da União e um vice-presidente nomeado pelo primeiro-ministro. Além disso, são selecionados membros temporários das principais universidades e instituições de pesquisa. Esses membros incluem um diretor executivo, quatro membros ex-funcionários e três membros em tempo parcial.

## História
Em 29 de maio de 2014, o  Escritório de Avaliação Independente apresentou um relatório de avaliação ao primeiro-ministro Narendra Modi com a recomendação de substituir a Comissão de Planejamento por uma "Comissão de Controle". Em 13 de agosto de 2014, o Gabinete da União desfez a Comissão de Planejamento, que seria substituída por uma versão diluída do Conselho Consultivo Nacional da Índia, estabelecido pelo governo da Aliança Progressista Unida. Em 1º de janeiro de 2015, uma resolução do Gabinete foi aprovada para substituir a Comissão de Planejamento pela recém-formada NITI Aayog (National Institution for Transforming India). O governo da União da Índia anunciou a formação da NITI Aayog em 1º de janeiro de 2015. A primeira reunião da NITI Aayog foi presidida por Narendra Modi em 8 de fevereiro de 2015.
O Ministro das Finanças, Arun Jaitley, fez a seguinte observação sobre a necessidade de criar a NITI Aayog: "A Comissão de Planejamento, com 65 anos, tornou-se uma organização redundante. Ela era relevante em uma estrutura de economia de comando, mas não é mais. A Índia é um país diversificado e seus estados estão em várias fases de desenvolvimento econômico, com seus próprios pontos fortes e fracos. Nesse contexto, a abordagem utilizada para o planejamento econômico se tornou obsoleta. Ela não pode tornar a Índia competitiva na economia global de hoje."

## Palestras da NITI Aayog
A NITI Aayog deu início a uma nova iniciativa, sob a orientação do primeiro-ministro Narendra Modi, chamada NITI Lectures: Transforming India. O objetivo dessa iniciativa é convidar formuladores de políticas, especialistas e administradores de renome mundial para a Índia, a fim de compartilhar seus conhecimentos, sua experiência na formulação de políticas e na boa governança com os governantes indianos. Essa iniciativa se deu a partir de uma série de palestras iniciadas com a primeira palestra proferida pelo Vice-Primeiro-Ministro de Singapura, Tharman Shanmugaratnam. Ele ministrou uma palestra sobre o tema "A Índia e a Economia Global" em Vigyan Bhavan, Nova Deli. O primeiro-ministro falou sobre a ideia por trás dessa série de palestras e afirmou que sua visão para a Índia é a transformação rápida, não a evolução gradual.
Em 31 de agosto de 2017, a NITI Aayog desenvolveu um Manual de Estatísticas Estaduais que consolida as principais estatísticas de todos os setores para cada estado indiano. Embora os dados estaduais sobre indicadores cruciais estejam fragmentados em diferentes fontes, esse manual oferece um banco de dados único de estatísticas estaduais importantes.

## Iniciativas
A NITI Aayog tomou a iniciativa de usar blockchain na governança eletrônica e conceituou a pilha de tecnologia como "IndiaChain". Esse foi o nome dado ao ambicioso projeto do Niti Aayog para desenvolver uma rede nacional de blockchain.
Inteligência artificial, aprendizado de máquina, Internet das Coisas, blockchain e big data têm potencial para levar a Índia a novos patamares.

- Primeiro-ministro Narendra Modi, no Fórum Econômico Mundial de 2016.
A visão é vincular o IndiaChain ao IndiaStack, a infraestrutura digital que forma a espinha dorsal do projeto Aadhaar. A iniciativa da NITI Aayog no sistema de blockchain aplicará contratos mais rapidamente, evitará transações fraudulentas e ajudará os agricultores por meio do desembolso eficiente de subsídios. Esse projeto é o primeiro passo para um sistema mais amplo de manutenção de registros e desembolso de bens públicos.
A NITI Aayog desenvolveu um portal de empregos para conectar empregadores com trabalhadores que retornaram aos seus estados de origem devido ao lockdown nacional implementado durante a pandemia de Covid-19.
A NITI Aayog desenvolveu uma visão de ₹ 75.000 crores para o desenvolvimento industrial das Ilhas Great Nicobar nas Ilhas Andaman e Nicobar. O plano envolve o desenvolvimento de um terminal de transbordo com um aeroporto internacional novo, cidades e usinas de energia solar e a gás, e enfrentou uma reação substancial das comunidades indígenas Shompen e Nicobarese que temem o deslocamento. Espera-se que o plano proposto imponha uma pressão ecológica significativa sobre a ilha, sua vida selvagem e seus arredores.

## Outras iniciativas

### Programa de empreendedorismo estudantil
O Student Entrepreneurship Programme (SEP) 1.0 foi lançado em 2019, enquanto o SEP 2.0, lançado em 2020, teve como objetivo converter as inovações de base dos alunos do Atal Tinkering Lab (ATL) em produtos finais. O SEP 2.0, lançado em 2020, ofereceu aos alunos do ATL a oportunidade de trabalhar com voluntários da Dell e obter apoio de mentores, feedback do usuário final, suporte à fabricação e suporte ao lançamento de seus produtos no mercado. O esquema seria lançado e administrado pela "Atal Innovation Mission" (AIM) da NITI Aayog em associação com a Dell Technologies.

### Programas de aprendizado gratuitos voltados para a tecnologia
Em setembro de 2021, a NITI Aayog, em associação com a OYO, lançou uma iniciativa para oferecer programas de aprendizagem gratuitos voltados para a tecnologia a aspirantes a engenheiros de 112 distritos do país.

## Membros
A NITI Aayog compreende o seguinte: .
O Presidente ex-officio é o Primeiro-Ministro da Índia.
- Um Conselho Administrativo composto pelos Ministros-Chefes de todos os Estados e Territórios da União com Legislaturas e Vice-Governadores dos Territórios da União (exceto Deli e Pondicheri).[18]

- Conselhos Regionais compostos por Ministros-Chefes de Estados e Vice-Governadores de Territórios da União na região para tratar de questões específicas e contingências que afetam mais de um estado ou região.

- Estrutura organizacional em tempo integral composta por um Vice-Presidente, quatro membros em tempo integral, dois membros em tempo parcial (das principais universidades, organizações de pesquisa e outras instituições relevantes em caráter ex-officio), quatro membros ex-officio do Conselho de Ministros da União, um Diretor Executivo (com o posto de Secretário do Governo da Índia) que cuida da administração e uma secretaria.

- Peritos e especialistas em vários campos.[19]

Com o Primeiro-Ministro como Presidente, a organização da NITI Aayog consiste em:
- Vice-presidente: Suman Bery.

- Membros ex-officio: Amit Shah, Rajnath Singh, Nirmala Sitharaman e Arjun Munda.[21]

- Convidados especiais: Nitin Gadkari, Piyush Goyal, Virendra Kumar, Ashwini Vaishnaw e Rao Inderjit Singh.[21]

- Membros em tempo integral: V. K. Saraswat (ex-chefe da DRDO), Ramesh Chand (especialista em agricultura)[22] e V. K. Paul (especialista em saúde pública),[23] Arvind Virmani (economista).

- Diretor executivo (CEO): B.V.R. Subrahmanyam.[24]

- Conselho Administrativo: Todos os Ministros-Chefes dos Estados (incluindo Deli e Pondicheri), Tenentes Governadores de todos os outros Territórios da União.[25]